# Килгорис
Килгорис — город в провинции Рифт-Валли, Кения. Административный центр округа Транс-Мара. В 1999 году население города составляло 4500 человек. В населённом пункте проживают кочевые народы Масаи и Гусии.
В городе родились знаменитые бегуны Билли Кончеллах и Дэвид Рудиша.